# Thiraucourt
Thiraucourt ([tiʁoˈkuʁ] ) ist eine französische Gemeinde mit 100 Einwohnern (Stand: 1. Januar 2022) im Département Vosges in der Region Grand Est. Sie gehört zum Arrondissement Neufchâteau (bis 2024 Épinal) und ist Mitglied im Gemeindeverband Communauté de communes de Mirecourt Dompaire. Die Bewohner werden Thiraucurtiens und Thiraucurtiennes genannt.

## Geografie
Die Gemeinde Thiraucourt liegt etwa 40 Kilometer nordwestlich von Épinal in der ca. 700 m breiten Flussaue des Val d’Arol, einem linken Nebenfluss des Madon. Im Süden hat die Gemeinde einen Anteil am Forst Bois de la Malhaye. Hier befindet sich auch mit 388 m der höchste Punkt in der Gemeinde. Weite Teile der Gemeinde Thiraucourt werden landwirtschaftlich intensiv genutzt. Im Westen der Gemeinde wird an einem Südosthang in bescheidenem Umfang Obst angebaut.
Nachbargemeinden von Thiraucourt sind Domvallier im Norden und Osten, Mirecourt im Südosten, Remicourt im Süden und Westen sowie Baudricourt im Nordwesten.

## Geschichte
Der Name des Dorfes tauchte erstmals urkundlich als Tirocourt im Jahr 1088 auf.
In der Zeit des Ancien Régime gehörte Thiraucourt zur Vogtei Mirecourt und war der Hohen Gerichtsbarkeit der lothringischen Herzöge unterstellt. Von einer 1736 errichteten Burg ist heute nichts mehr erhalten. Einer der Besitzer des 1736 vergebenen Lehens Thiraucourt war François Violet de Saint-Victor. Seine Frau, Élisabeth de Genter, wurde 1767 am Eingang des Kirchenchores begraben. Ein Sohn der Familie, Balthazard de Saint-Victor, verkaufte am Vorabend der Französischen Revolution seinen Besitz in Thiraucourt an die Familie Bassompierre.
Kirchlich unterstand Thiraucourt dem Damenstift des Kapitels Remiremont. Die Pfarrei gehörte zur Diözese Toul und zum Dekanat Porsas. Die Kirche Saint-Lambert wurde im 18. Jahrhundert rekonstruiert.
Das heute ebenfalls nicht mehr existierende erste Rathaus- und Schulgebäude (mairie-école) entstand 1842.

### Bevölkerungsentwicklung
| Jahr      | 1962 | 1968 | 1975 | 1982 | 1990 | 1999 | 2008 | 2013 |
| Einwohner | 90   | 77   | 80   | 94   | 93   | 89   | 104  | 100  |

Im Jahr 1841 hatte Thiraucourt noch 214 Einwohner.

## Sehenswürdigkeiten

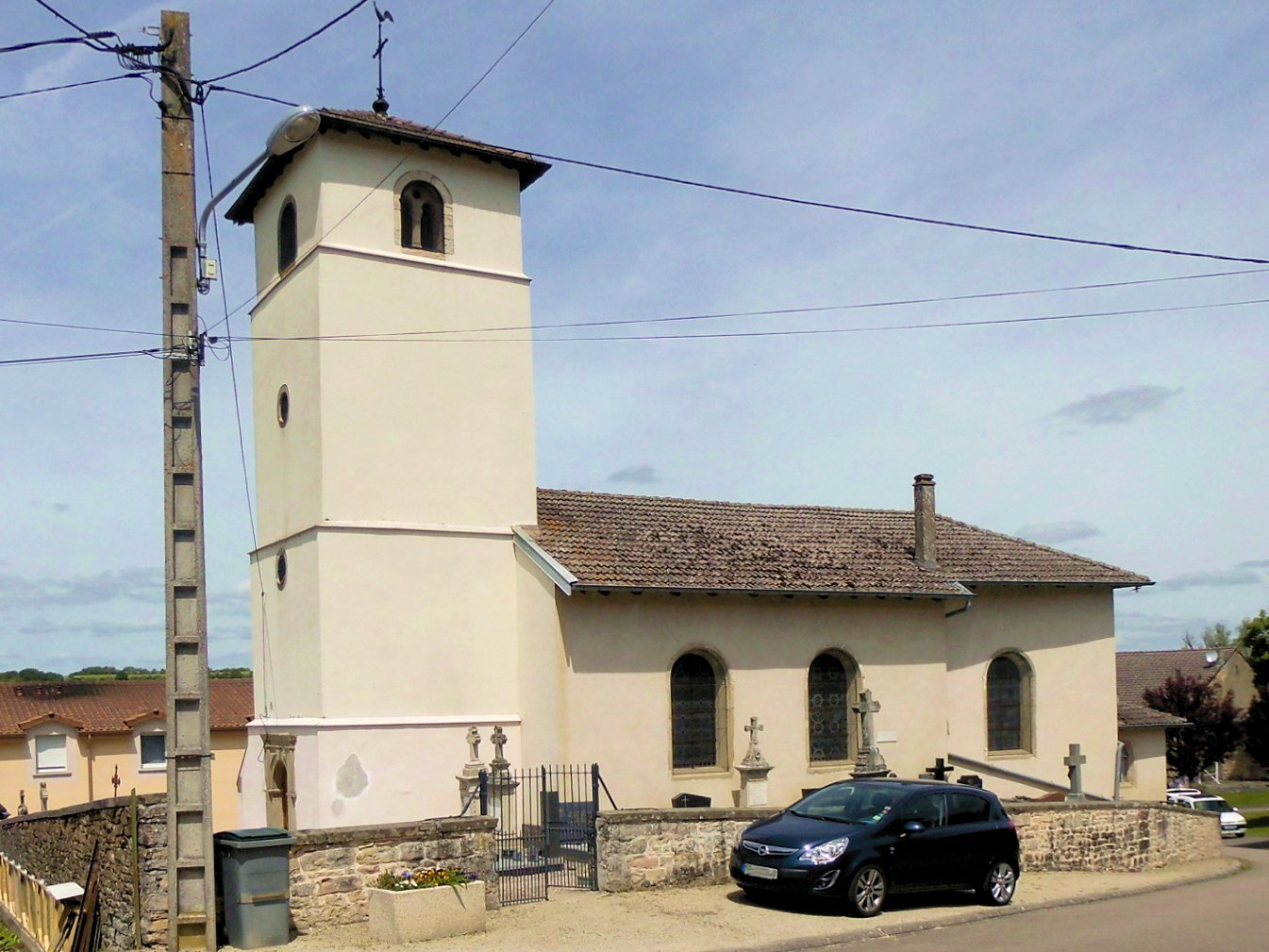
Kirche Saint-Lambert

- Kirche Saint-Lambert

## Wirtschaft und Infrastruktur
Die Landwirtschaft, unter anderem der Obstanbau, spielt in Thiraucourt und Umgebung nach wie vor eine Rolle. Einige Einwohner sind Pendler in die Gewerbegebiete der Stadt Mirecourt und am nahen Flughafen Épinal-Mirecourt. Die teilweise zweistreifig ausgebaute Schnellstraße (D 166) von Épinal über Mirecourt nach Neufchâteau streift den Norden der Gemeinde Thiraucourt. Straßenverbindungen bestehen auch in die Nachbargemeinden Remicourt und Baudricourt.

## Belege
1. ↑  Thiraucourt auf vosges-archives.com. (PDF) Archiviert vom Original (nicht mehr online verfügbar) am 3. März 2016; abgerufen am 4. Juni 2016 (französisch).  Info: Der Archivlink wurde automatisch eingesetzt und noch nicht geprüft. Bitte prüfe Original- und Archivlink gemäß Anleitung und entferne dann diesen Hinweis.
2. ↑  Einwohnerstatistik seit 1793 (französisch)